# نيستور دي لوكا
نيستور دي لوكا (بالإسبانية: Néstor Di Luca)‏ هو لاعب كرة قدم أرجنتيني، ولد في 8 أبريل 1955 في تريس آرويوس في الأرجنتين. لعب مع إنديبندينتي ونادي أونيفرسيداد دي تشيلي.